# 三フッ化チアジル
三フッ化チアジル（さんフッかチアジル英: Thiazyl trifluoride）は、化学式NSF3で表される無機化合物。常温では無色の気体で、比較的安定している。一フッ化チアジルと同様に、他の窒素-硫黄-フッ素化合物の前駆体として重要である。四面体形の分子構造を持ち、硫黄原子の周りに一つの窒素原子と三つのフッ素原子が結合するが、窒素と硫黄の間は三重結合となる。

## 製法
一フッ化チアジルにフッ化銀(II)を反応させて得られる。
{\displaystyle {\ce {NSF\ + 2 AgF2 -> NSF3\ + 2 AgF}}}
アンモニアを十フッ化二硫黄で酸化させることによっても得ることができる。